# Edmond Malassis
Edmond Malassis, né le 14 décembre 1874 dans le 10e arrondissement de Paris, ville où il est mort le 3 septembre 1944 en son domicile dans le 7e arrondissement, est un peintre et illustrateur français.

## Biographie
Edmond Malassis est un aquarelliste, élève de Gustave Moreau.
En 1935, il expose à la galerie de l'Écale (faubourg Saint-Honoré, Paris).

## Ouvrages illustrés
- Edmond Haraucourt, La Légende des sexes. Poèmes hystériques, Imprimé à Bruxelles pour l'auteur, 1882.
- Balzac, La Belle Impéria, conte drolatique, Paris, Louis Conard, 1903.
- Théodore de Banville, Gringoire, comédie en un acte, en prose, Paris, Louis Conard, 1904.
- André Couvreur, Caresco surhomme, ou le voyage en Eucrasie, conte humain, Paris, Plon 1904.
- Balzac, Les joyeuzetés du roy Loys le Unzième, conte drôlatique, Paris, Louis Conard, 1907.
- Erckmann-Chatrian, L'Ami Fritz, Paris, Louis Conard, 1909.
- Pierre Louÿs, Aphrodite, Mœurs antiques, Paris, imprimé pour le compte de M. H. Couderc de Saint-Chamant, 1910, l'exemplaire original est illustré par Claude-Charles Bourgonnier et Adolphe Giraldon. Edmond Malassis a illustré 2 exemplaires de collaborateurs.
- Anatole France, Le Crime de Sylvestre Bonnard, Paris, Carteret, 1921.
- Guy de Maupassant, La Morte, Paris, Imprimé pour un ami des livres, 1922. Un exemplaire unique illustré avec des aquarelles originales.
- Voltaire, Candide, Paris, Carteret, 1922.
- Charles Baudelaire, Amoenitates Belgicae, épigrammes publiées par François Montel, Paris, Éditions Excelsior, 1925.
- Stendhal, L'Abbesse de Castro, Paris, Javal et Bourdeaux, 1930, gravées sur cuivre par Delzers et Feltesse.
- La Fontaine, Fables choisies, ill. Fred Money gravées sur bois en couleurs par André et Paul Baudier, compositions décoratives de Pierre Laprade, Paris, Louis Connard, 1930-1933.
- Louis XI (attribution), Les Cent Nouvelles, Paris, P. Javal & Bourdeaux, 1931, gravées sur cuivre par Lorrain.
- Brantôme, Les Vies des dames galantes, Paris, Le Vasseur et Cie éditeurs, 1935 (lire en ligne).
- Théodore de Banville, Florise, Paris, A. et F. Ferroud, 1936.
- Richard Wagner, La Tétralogie, transposée par Albert Pauphilet, Paris, Piazza, 1942.
- Joseph Bédier (adaptation), Le Roman de Tristan et Iseut, Paris, Piazza, 1942, frontispice et ornementation.